# تقویت‌کننده تمام تفاضلی
تقویت‌کننده تمام تفاضلی (FDA) یک تقویت‌کننده ولتاژ الکترونیکی با بهره زیاد تزویج-دی‌سی با ورودی‌های تفاضلی و خروجی‌های تفاضلی است. در کاربرد عادی، خروجی FDA توسط دو مسیر بازخورد کنترل می‌شود که به دلیل بهره زیاد تقویت‌کننده، تقریباً به‌طور کامل ولتاژ خروجی را برای هر ورودی مشخص تعیین می‌کند. 
در یک تقویت‌کننده تمام تفاضلی، نویز حالت مشترک مانند اختلال در منبع تغذیه حذف می‌شود. این امر باعث می‌شود FDA به ویژه به عنوان بخشی از مدار مجتمع سیگنال ترکیب‌شده مفید باشد.
FDA معمولاً برای تبدیل سیگنال آنالوگ به شکلی مناسب‌تر برای راه‌اندازی درون یک مبدل آنالوگ به دیجیتال استفاده می‌شود. بسیاری از ADCهای نوین با دقت بالا دارای ورودی‌های تفاضلی هستند.

## اف‌دی‌ای ایده‌آل
برای هر ولتاژ ورودی، FDA ایده‌آل دارایبهره حلقه باز نامحدود، پهنای‌باند نامحدود، امپدانس‌های ورودی نامتناهی است که منجر به جریان های ورودی صفر، نرخ چرخش نامحدود، امپدانس خروجی صفر و نویز صفر می‌شود . 
در بسیاری از موارد ، ولتاژ حالت مشترک می‌تواند مستقیماً توسط یک ولتاژ سوم تنظیم شود. 
- ولتاژ ورودی: {\displaystyle V_{\mathrm {id} }=V_{\mathrm {in+} }-V_{\mathrm {in-} }} [۵]
- ولتاژ خروجی: {\displaystyle V_{\mathrm {od} }=V_{\mathrm {out+} }-V_{\mathrm {out-} }=V_{\mathrm {id} }\times \mathrm {Gain} }
- ولتاژ خروجی حالت مشترک: {\displaystyle V_{\mathrm {oc} }={\frac {(V_{\mathrm {out+} })+(V_{\mathrm {out-} })}{2}}}